# Léandre Kouessan Djagoué
 (novembre 2024).
Léandre Kouessan Djagoué, né le 10 janvier 1947 et mort le 27 juillet 2017 est un journaliste et personnalité politique du Bénin. Chef de parti politique, il est député béninois et plusieurs fois candidat a diverses élections présidentielles.

## Biographie

### Origine et études
Léandre Kouessan Djagoué naît le 10 janvier 1947 à Agoué au sud-ouest du Bénin. Il est journaliste de formation.

### Parcours politique
Léandre Kouessan Djagoué est journaliste. Il est député la première législature du Bénin et président du Rassemblement des démocrates libéraux (RDL-Hêviosso) sous la bannière de laquelle il se présente quatre fois aux élections présidentielles de 1991, 1996, 2001 et 2006 sans jamais atteindre le deuxième tour. En 2011, il a décidé de se retirer de la course aux présidentielles et au scrutin présidentiel de 2016 de laquelle Patrice Talon sort vainqueur. Lors de ces élections, Léandre Kouessan Djagoué apporte son soutien au candidat Sébastien Ajavon,.

### Mort
Léandre Kouessan Djagoué est mort le 21 février 2017 au Centre national hospitalier et universitaire Hubert Koutoukou Maga de Cotonou. Il est inhumé le 25 mars 2017,,.